# 罗坪镇
罗坪镇，是中华人民共和国江西省九江市武宁县下辖的一个乡镇级行政单位。

## 行政区划
罗坪镇下辖以下地区：
漾都村、洞坪村、长水村、东边村和关山村。